# Eduardo Montesinos Chilet
Eduardo Montesinos Chilet (la Pobla de Vallbona, 14 de maig de 1955) és un polític valencià, diputat a les Corts Valencianes en la IV Legislatura.

## Biografia
Treballà com a electricista industrial i va fer sindicalisme per a la Unió General de Treballadors. Militant del PSPV-PSOE, fou nomenat director general de Treball de la Generalitat Valenciana entre 1982 i 1995. Fou elegit diputat a les eleccions a les Corts Valencianes de 1995, i ha estat secretari de la Comissió Permanent no legislativa d'Afers Europeus. El 1995 substituí Ricard Pérez i Casado com a secretari del PSPV-PSOE a la ciutat de València, càrrec que va ocupar fins a 1999. El 2000 fou nomenat assessor de CISA, una de les asseguradores de Bancaixa